# Pseudopolydora laminifera
Pseudopolydora laminifera är en ringmaskart som först beskrevs av Miles Joseph Berkeley 1954.  Pseudopolydora laminifera ingår i släktet Pseudopolydora och familjen Spionidae. Inga underarter finns listade i Catalogue of Life.